# (474098) 2016 LE7
(474098) 2016 LE7 es un asteroide perteneciente al cinturón de asteroides, descubierto el 4 de julio de 2010 por Wide-field Infrared Survey Explorer desde el telescopio espacial Wide-Field Infrared Survey Explorer (WISE), Estados Unidos.

## Designación y nombre
Designado provisionalmente como 2016 LE7.

## Características orbitales
2016 LE7 está situado a una distancia media del Sol de 3,123 ua, pudiendo alejarse hasta 3,681 ua y acercarse hasta 2,566 ua. Su excentricidad es 0,178 y la inclinación orbital 14,61 grados. Emplea 2016 días en completar una órbita alrededor del Sol.

## Características físicas
La magnitud absoluta de 2016 LE7 es 16,5. Tiene 4,05 km de diámetro y su albedo se estima en 0,118.